# Mimie
Mimie, de son vrai nom Mélanie Ngoga, née le 11 janvier 1991 à Douala, est une chanteuse et comédienne camerounaise.

## Biographie

### Enfance et débuts
Mimie est née le 11 Janvier 1991 à Douala. Elle découvre sa passion pour la musique à l'âge de 9 ans et s'essaie en chant. Dès 11 ans, elle interprète des chansons lors des kermesses dans son collège.Après ses études secondaires, elle s'inscrit à l’université de Douala où elle obtient un Master 2 en communication des entreprises et marketing. 

### Carrière Musicale

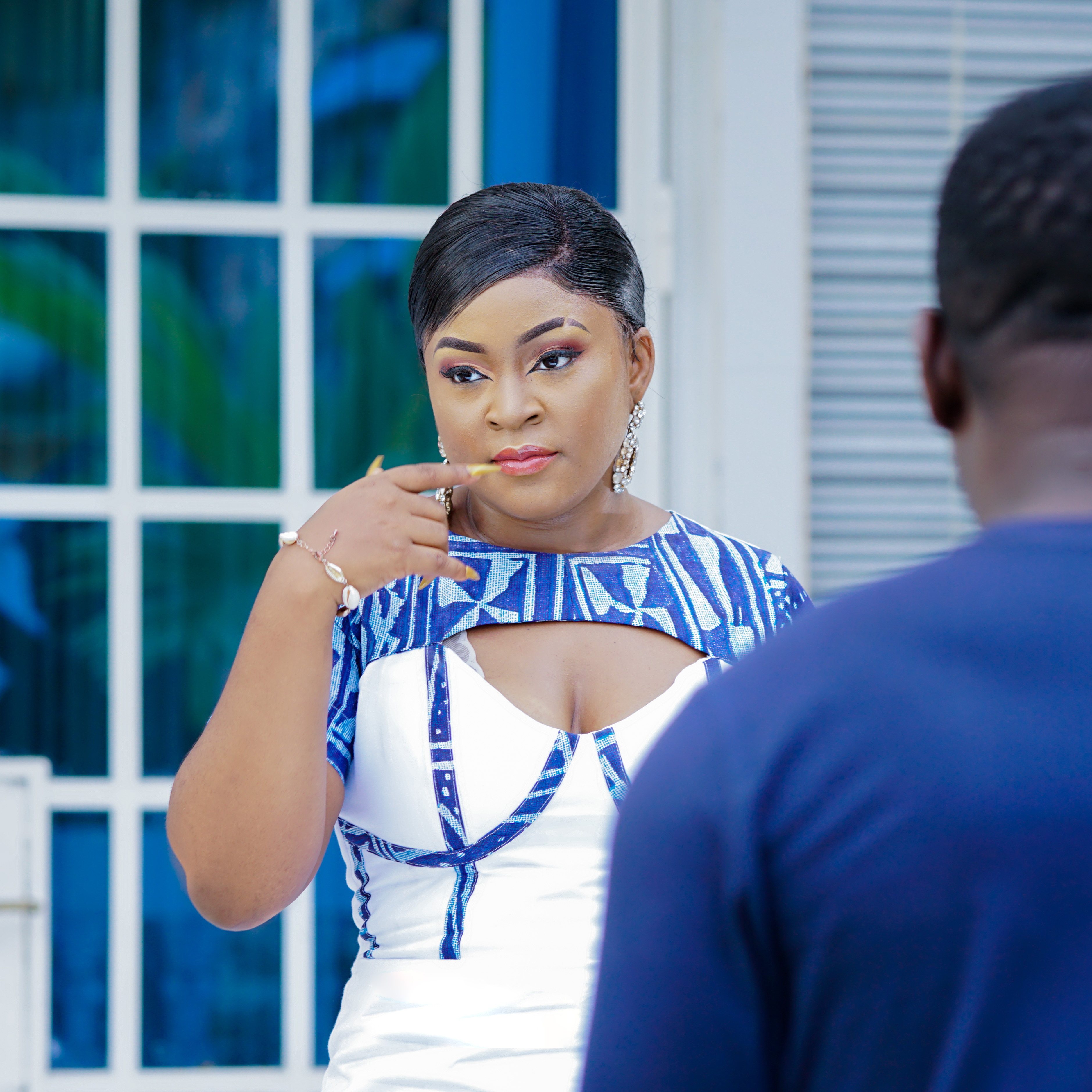
Tournage du clip Ma'aleh

Elle commence sa carrière professionnelle avec un premier single intitulé Warriors en 2014 mais ce n'est qu'en 2016, qu’elle se fait remarquer par le grand public avec la sortie du titre « Dance Fi You »et enchaîne avec le titre qui est désormais un classique: Dona. Elle se fait repérer par la suite par le label Empire Company de Pit Baccardi qui décide de la faire signer sous son label. Elle rejoint officiellement le label 2017. En 2021, Mimie compte  une dizaine de singles et de nombreuses collaborations avec les artistes camerounais et internationaux tels que Shan'L, Dj Zoumanto, Ko-C et Locko.
En 2022, elle quitte le label Empire Company après 5 ans de collaboration.

### Cinéma
Mimie fait ses débuts au cinéma en 2008 en tant qu'actrice dans la série Paradis tournée à Buea et Limbe où elle joue le rôle d'une chanteuse de cabaret. Elle obtient en 2011 le premier rôle dans la série « Et Si C’était Vous » d’Ousmane Stéphane et Sergio Marcello qui remporte le prix du public au Seattle International Film Festival aux États-Unis,,. En 2019, elle joue le rôle de Jenifer Manzoula dans le film Shenanigans réalisé par Salem aux côtés de Muriel Blanche,. Elle joue également dans la Saison 2 de la série Monsieur Madame de Ebenezer Kepombia sortie en juillet 2021. Elle a participé au casting de la série La Bataille des chéries d'Ebenezer Kepombia en 2024.

## Discographie

### Ep
- 2023: Soundsation

### Singles
- 2014: Warriors
- 2016: Dance Fi You
- 2017: Dona
- 2018: Je M'en Fou
- 2018: Django
- 2019: Ten Ten
- 2019: Il Paraît avec Shan'l
- 2020: J'avance
- 2020: Ma'aleh
- 2021: Faya avec Locko
- 2022 : Wolowoss
- 2023 : Terminer
- 2024 : Runaway
- 2024 : Pas ta Vie

### Collaborations
- Donner Donner de Magasco
- Do Like I Do de Dj Zoumanto
- Calling My Driver de Magasco
- Ndolo de Teddy Doherty et Inna Money

## Prix et récompenses
- 2017 : Nommée aux AFRIMA Awards au Nigeria dans la catégorie meilleure chanteuse d'Afrique centrale[13].
- 2019 : Balafon Music awards dans la catégorie « voix féminine de l'année » (Nomination)[14]
- 2019 : African Talent Awards, Best Female Artist of the Year (Nomination)
- 2021 : Elle est nommée à la compétition de Star Urban Hit Show organisé par Orange[15].
- 2021 : Elle  remporte le prix de l’artiste féminin Afro Urbain 2021 aux Canal d’Or 2021[16].